# 幸靈
幸灵（?—?），晋朝豫章郡建昌县（今江西省宜春市宜丰县北）人。相传年轻时有惊人的言行，善卜筮，为人治病，驱鬼解难，深得乡里敬重。
幸灵性情少言语，与平民住在一起，被侮辱也不生气，乡人说他痴，虽是他的父母兄弟也以他为痴。一次让他看守稻子，牛群来吃稻子，幸灵见到不驱赶，等牛走了才去收拾乱苗。他的父母见到大怒，幸灵说：“万物生天地之间，各自都想得食。牛正在吃东西，为什么驱赶！”他父亲更加生气：“像你这样说，还收拾乱苗干什么？”幸灵说：“此稻子想要生长，牛吃了，幸灵可以不收拾吗！”
当时顺阳樊长宾为建昌令，征发百姓在建城山中造官船，小吏令每人各作一双箸。幸灵做好了没有上交，被人偷了。不久，那个小偷心痛得要死，幸灵对他说：“你莫非偷了我的箸？”小偷没有回答。过了一会，更痛了，幸灵说：“如果你不把实话告诉我，这次真就死了。”小偷着急于是承认了。幸灵给他水喝，病马上好了。服役的人们因此敬畏幸灵。官船造成后，准备下水，小吏以二百人牵引一艘，拉不动，要增加人手。幸灵说：“这里人太多了，只是安排不好，幸灵我请自己拉。”于是手拿箸，只用一百人，而船行如流水。大家都很吃惊奇怪，都说他神奇，由此知名。
有龚仲儒的女儿患病多年，气息只能维持，幸灵叫人拿来水给她含着，过一会勉强起来，当时就痊愈。吕猗之母皇氏得了痿痹病十余年，幸灵为她治病，距离皇氏数尺而坐，闭着眼不做声，过了一会，看着吕猗说：“扶夫人起来。”吕猗说：“老人得病多年，怎能仓卒而起？”幸灵说：“尽管试着扶起。”于是两人夹扶起来。没过多久，幸灵又令他不要扶，就能自己走路了。于是百姓跟随幸灵的人很多。皇氏自以为得病已久，害怕复发，幸灵留下一罐水让他喝，每次取水，就以新水补上，二十余年水清如新，尘垢不能使之浑浊。
高悝家有鬼怪，内外投掷，不见人形，有时器物自己动，再三起火，巫祝厌劾不能绝。高悝请来幸灵，幸灵从路边看其屋，至门口，见符索很多，对他说：“应该以正止邪，以邪救邪，怎能压得住！”让他烧了，他在走廊小坐一会离开了，晚上鬼怪即绝。
幸灵所救很多但是此类，他不取答谢。出行不骑马乘车，长大后不娶妻，性情至恭，见人先拜，说话自称己名。草木之夭伤在山林，器物之倾覆在路上，都会被他整理好。周旋江州之间，对士人说：“天地对于人和物，一视同仁，都想要不失其情性，为什么制服别人作为奴婢！诸如果想享多福保性命，应该全部释放。”十余年间，靠他的方术获救的极多。后来娶妻，畜养车马奴婢，接受赠送的钱财，于是法术衰退，治好的和没有治好的各占一半。